# August Vojtěch Nevšímal
August Vojtěch Nevšímal (26. srpna 1847 Vlašim – 27. června 1916 Praha) byl český advokát, spisovatel, libretista a vysokoškolský pedagog. Jeho manželkou byla spisovatelka a feministka Krista Nevšímalová.

## Život

### Mládí
Narodil se v Vlašimi nedaleko Benešova v jihovýchodních Čechách. Studoval na gymnáziích v Benešově a v Táboře, roku 1869 pak nastoupil ke studiu Právnické fakulty Karlo-Ferdinandovy univerzity v Praze. Po absolutoriu se krátce živil spisovatelstvím. Roku 1877 se stal advokátním koncipientem v Klatovech, roku 1878 pak v Plzni. Posléze složil advokátní zkoušky a stal se advokátem.

### Publicistika
Byl mimořádně publicisticky činný. Již během studijních let v jižních Čechách uveřejňoval povídky v periodikách Tábor a Lužičan. V letech 1874 až 1876 redigoval spolu s Josefem Štolbou časopis Paleček, kam přispíval svými humoristickýmu novelami, jeho texty se objevovaly také v Národních listech, Českém Lloydu či pediodiku Švanda dudák, Humoristické listy aj.
V 80. a zejména pak 90. letech 19. století vydal celou řadu publikací právnické literatury. Roku 1891 byl jmenován doktorem práv a následujícího roku se stal pedagogem na své alma mater.
Přispíval také do Ottova slovníku naučného.

### Úmrtí
August Vojtěch Nevšímal zemřel 27. června 1916 v Praze. Pohřben byl na Olšanských hřbitovech.

### Rodina
Jeho manželka Krista (Kristina) Nevšímalová, rozená Goldmannová, byla rovněž publicistkou a spisovatelkou, mimořádně činnou v ženském emancipačním hnutí. Dcera Božena Nevšímalová-Fialová (1885–1957) byla jednou z prvních promovaných doktorek na LF UK a posléze působila jako praktická lékařka v Plzni.